# Helga Moos
Helga Helene Moos (født 26. juli 1951) er forfatter, foredragsholder og tidligere folketingsmedlem for Venstre.

## Biografi
Helga Moos gik i folkeskole 1958-65 og tog realeksamen 1968. Efter et højskoleskoleophold 1969-70 tog hun en landbrugsfaglig uddannelse. Hun var derefter ansat ved et fjerkræprojekt i Tanzania, og fra 1974 har hun været gårdejer med ægproduktion og eget ægpakkeri 1984-92. Siden 1991 har hun fungeret som fuldtidsforfatter og -foredragsholder
Ved siden af sit erhverv har Helga Moos sammen med sin familie fungeret som værtsfamilie for AFS (American Field Service) i forbindelse med international udveksling 1993-98. Hun har været medlem af Grundlovskomiteen fra 1997, medlem af LOF's landsstyrelse fra 1999 og af bestyrelsen i Eltra, transmissions- og systemansvarlig virksomhed for elproduktion i Vestdanmark.
Politisk blev hun Venstres folketingskandidat i Augustenborgkredsen fra februar 1998, og hun blev valgt ind for Sønderjyllands Amtskreds ved valget 11. marts 1998. Ved valget 8. februar 2005 blev hun ikke genvalgt.
Helga Moos har modtaget Landbrugets Kulturpris 1991, SiD-pris for »Fuld beskæftigelse i 90'erne – hvordan?«, pris fra Ældre Sagen 1994 samt pris fra Indenrigsministeriet for »Udvikling i landsbyer og landdistrikter«.